# Trần Hữu Lượng
Trần Hữu Lượng (chữ Hán: 陳友諒; 1316– 3 tháng 10 năm 1363) là một thủ lĩnh quân phiệt thời "Nguyên mạt Minh sơ" trong lịch sử Trung Quốc, là người Miện Dương, Hồ Bắc, ông là người sáng lập nước Đại Hán Trung Quốc Tự Xưng Hoàng Đế Đại Hán ở Trung Quốc.
Có sự mâu thuẫn giữa lịch sử Việt Nam và lịch sử Trung Quốc về thân thế Trần Hữu Lượng. Các bộ sách sử xưa của Việt Nam đều có nhắc đến tên Trần Hữu Lượng, từ Đại Việt sử ký toàn thư (ĐVSKTT) và Đại Việt sử ký tiền biên (ĐVSKTB) cho đến Khâm định Việt sử Thông giám cương mục (KĐVSTGCM) của Quốc Sử Quán triều Nguyễn. Trong ba tài liệu quan trọng này chỉ có ĐVSKTT là có ghi rằng: Trần Hữu Lượng tự nhận mình là con của Trần Ích Tắc (Trần Ích Tắc là một hoàng thân đời Trần nhưng đã đầu hàng quân Nguyên lúc quân Mông Cổ xâm lược nước Việt Nam năm 1286). Ở đây, rất có thể là do Trần Hữu Lượng muốn mượn quân đội của nhà Trần nhằm phục vụ cho cuộc chiến của mình nên nói phao lên như vậy, bởi Trần Ích Tắc hơn Hữu Lượng tới 62 tuổi. Ngoài ra, theo Minh sử (quyển 123, liệt truyện 11) thì cha của Trần Hữu Lượng sau năm 1364 vẫn còn sống và được nhà Minh phong làm Thừa Ân hầu. còn Trần Ích Tắc thì đã chết từ năm 1329.

## Sự nghiệp
Trong lịch sử Trung Quốc, Trần Hữu Lượng nguyên là người làm nghề chài lưới. Đến thời Nguyên Thuận Đế (1333 – 1368), Từ Thọ Huy – thủ lĩnh của cuộc khởi nghĩa Hồng Cân (紅巾) khởi binh, Hữu Lượng tham gia nghĩa quân, dưới trướng tướng Nghê Văn Tuấn. Tháng 9 âm lịch năm Chí Chính thứ 17 (1357) ông giết Nghê Văn Tuấn vì lý do mưu phản Từ Thọ Huy, sau đó tự xưng là Tuyên úy sứ kiêm Bình chương chính sự, khởi binh tấn công các lộ thuộc Giang Tây, tổng chỉ huy quân đội các vùng Giang Tây, An Huy, Phúc Kiến.

### Làm hoàng đế, chống Chu Nguyên Chương
Năm Chí Chính thứ 19 (1359), Trần Hữu Lượng sát hại tướng Triệu Phổ Thắng và sau đó cùng Từ Thọ Huy dời kinh đô về Giang Châu (ngày nay là Cửu Giang, Giang Tây), tự lập làm Hán vương. Năm sau, lại giết Từ Thọ Huy, tự xưng làm hoàng đế, quốc hiệu Đại Hán, niên hiệu Đại Nghĩa, dùng Trâu Phổ Thắng làm thái sư, Trương Tất Tiên làm thừa tướng, Trương Định Biên làm thái uý. Chính quyền Đại Hán một mặt chống nhà Nguyên, một mặt kháng cự với quân đội của Chu Nguyên Chương (sau là Minh Thái Tổ).
Đến năm Chí Chính thứ 20 (1360), Trần Hữu Lượng dẫn đội thủy quân mạnh từ Thái Thạch theo Trường Giang xuôi xuống phía đông, tiến công Ứng Thiên Phủ, nhằm thôn tính vùng đất của Chu Nguyên Chương. Chu Nguyên Chương vội triệu tập cấp dưới đến bàn bạc cách đối phó. Nhiều người e ngại lực lượng quân Hán lớn mạnh, chi bằng sớm đầu hàng, riêng Lưu Cơ chủ trương chiến đấu, hiến kế cho Chu Nguyên Chương. Lại dùng bộ tướng Khang Mậu Tài làm kế trá hàng. Đích thân Chu Nguyên Chương dẫn đại quân trấn giữ Lư Long Sơn (nay là Sư Tử Sơn, Nam Kinh), phái các tướng Từ Đạt, Thường Ngộ Xuân đem quân mai phục chỗ trọng yếu ven sông. Trần Hữu Lượng trúng kế bị lừa, dẫn quân tới cầu Giang Đông thì lọt vào trận địa mai phục.
Bị tập kích bất ngờ, mấy vạn quân Trần Hữu Lượng hỗn loạn. Số bị giết và chết nhiều không kể xiết. Hơn 2 vạn quân và hơn 100 chiến thuyền bị bắt sống. Trần Hữu Lượng nhờ có các bộ tướng hộ vệ, nhảy lên 1 chiếc thuyền nhỏ, chạy thoát. Trận đánh đó làm Trần Hữu Lượng tổn thất nặng, lực lượng suy giảm nhiều. Trần Hữu Lượng chạy về Giang Châu (Cửu Giang), sau đó dời đô về Vũ Xương, ra sức chấn chỉnh lực lượng để báo thù trận bại nhục nhã đó.

### Tử trận tại "Đại chiến hồ Bà Dương"
Ba năm sau, Trần Hữu Lượng chuẩn bị 1 đội chiến thuyền lớn, đem 60 vạn đại quân tiến công Hồng Đô (nay là Nam Xương, Giang Tây). Chu Nguyên Chương đích thân dẫn 20 vạn quân tới cứu Hồng Đô. Trần Hữu Lượng rút bỏ vòng vây, lui toàn bộ thủy quân về hồ Bà Dương. Chu Nguyên Chương liền phong tỏa chặt lối vào hồ, nhốt chặt thủy quân Trần Hữu Lượng trong đó và quyết chiến trong hồ.
Ngày Nhâm Tuất (26) tháng 8 năm Chí Chính thứ 23 (3 tháng 10 năm 1363), thủy quân Trần Hữu Lượng có nhiều thuyền vừa to vừa cao, xếp thành hàng ngang dài tới mười mấy dặm. Còn thủy quân của Chu Nguyên Chương chỉ gồm một số thuyền nhỏ, so sánh về thực lực thì thua kém nhiều. Hai bên đánh nhau liên tục 3 ngày, quân Chu Nguyên Chương đều thất bại. Bộ tướng Quách Hưng nói với Chu Nguyên Chương: "Binh lực hai bên quá chênh lệch, không thể dùng sức mạnh mà thắng. Phải dùng hỏa công thôi!".
Chu Nguyên Chương lập tức hạ lệnh dùng 7 thuyền nhỏ, chứa đầy chất cháy, mỗi thuyền lại kéo theo 1 xuồng nhỏ, cơ động nhẹ nhàng. Một đêm, trời nổi gió đông bắc, Chu Nguyên Chương phái đội cảm tử điều khiển 7 thuyền này, châm lửa xông thẳng vào đội thuyền Trần Hữu Lượng. Lửa to gió mạnh, chỉ trong chốc lát, toàn bộ đội thuyền quân Hán đã thành 1 biển lửa, chiếu đỏ rực mặt hồ. Quân tướng của Trần Hữu Lượng kẻ thì chết cháy, kẻ thì bị bắt làm tù binh. Trần Hữu Lượng dẫn tàn binh bại tướng chạy ra cửa hồ, toan phá vây chạy, lại gặp quân Chu Nguyên Chương đang chờ sẵn. Dưới làn tên bắn như mưa, Trần Hữu Lượng trúng tên tử trận.
Sau khi tiêu diệt xong thế lực cát cứ lớn nhất ở miền nam của Trần Hữu Lượng, Chu Nguyên Chương liền xưng là Ngô Vương.
Theo Minh sử, Trần Hữu Lượng vận khí đã hết, bị trúng tên và chết. Ông lại là người vô cùng xa xỉ, chẳng được lòng dân, nội bộ lắm kẻ muốn làm phản, nên thất bại là tự do mình. Sau khi Trần Hữu Lượng chết, Trương Định Biên cùng những người đang ở Vũ Xương lập con trai thứ của Trần Hữu Lượng là Trần Lý làm hoàng đế, cải niên hiệu thành Đức Thọ. Năm sau, Chu Nguyên Chương đem quân tấn công và hạ thành Vũ Xương, Trần Lý phải xin hàng.

## Tôn thất
Theo Minh sử, quyển 123, liệt truyện 11 thì Trần Hữu Lượng là con của Trần Phổ Tài. Sau khi Minh Thái Tổ (Chu Nguyên Chương) bình xong Vũ Xương có phong cho Trần Phổ Tài làm Thừa Ân hầu, con thứ của Trần Hữu Lượng làm Quy Đức hầu.
- Cha: Trần Phổ Tài
- Con:
  - Trần Thiện (? – 1363): Sớm được phong thái tử, sau bị quân Chu Nguyên Chương bắt giết trong trận Bà Dương.
  - Trần Lý: Hoàng đế Đại Hán tại Vũ Xương. Niên hiệu Đức Thọ. Tháng 2 âm lịch năm 1364 đầu hàng Chu Nguyên Chương.
- Anh em:
  - Trần Hữu Phú (anh). Minh Thái Tổ phong làm Quy Nhân bá.
  - Trần Hữu Trực (anh). Minh Thái Tổ phong làm Hoài Ân bá.
  - Trần Hữu Nhân (em), ? – 1363. Minh Thái Tổ truy phong làm Khang Sơn vương, cho lập miếu thờ.
  - Trần Hữu Quý (em), ? – 1363. Minh Thái Tổ cho phụ thờ vào miếu của Trần Hữu Nhân.

## Đề nghị liên minh với Đại Việt, mối quan hệ với Trần Ích Tắc
Đại Việt Sử ký Toàn thư có viết rằng Trần Hữu Lượng từng sai sứ sang hòa thân với Trần Dụ Tông, liên minh với quân Đại Việt chống Nguyên, tuy nhiên Trần Dụ Tông đã từ chối: "Giáp Ngọ, [Thiệu Phong] năm thứ 14 [1354], (Nguyên Chí Chính năm thứ 14). Mùa xuân, tháng 2, quan trấn giữ biên giới phía bắc cho chạy trạm tâu việc Trần Hữu Lượng nước Nguyên dấy binh, sai sứ sang xin hòa thân (Hữu Lượng là con Trần Ích Tắc)". Khi quân Nguyên sang xâm lược Đại Việt, Trần Ích Tắc vội vàng đầu hàng giặc và theo về Trung Quốc, cho nên được cho là kẻ phản bội.
Theo các bộ sử Việt như Đại Việt sử ký toàn thư, Việt sử tiêu án của Ngô Thời Sĩ, Đại nam thực lục, Đại Việt sử ký bản kỷ để lại thì những ghi chép về Trần Hữu Lượng chi tiết và rõ hơn. Các bộ sử Việt khác như Đại Việt Sử ký tiền biên, Khâm định Việt sử thông giám cương mục đều có nhắc đến Trần Hữu Lượng qua các sự kiện có liên quan, đặc biệt là hai lần Trần Hữu Lượng muốn được liên minh với Đại Việt đều có ghi chép.
 Khởi nghĩa chống quân Nguyên, xin "hòa thân" với nhà Trần
Năm 1354, Trần Hữu Lượng tham gia khởi nghĩa chống quân Nguyên. Ông cho người sang gặp vua Trần Dụ Tông muốn được kết làm đồng minh. Đại Việt sử ký toàn thư có ghi chép rằng: "Giáp Ngọ, [Thiệu Phong] năm thứ 14 [1354], (Nguyên Chí Chính năm thứ 14). Mùa xuân, tháng 2, quan trấn giữ biên giới phía Bắc cho chạy trạm tâu việc Trần Hữu Lượng nước Nguyên dấy binh, sai sứ sang xin hòa thân (Hữu Lượng là con Trần Ích Tắc)".
Sách Việt sử tiêu án có ghi chép rằng: "Trần Hữu Lượng khởi binh ở Giang Châu, sai sứ giả sang nước ta xin hòa (Hữu Lượng là con của Ích Tắc, cuối đời Nguyên cùng vua Minh Thái Tổ khởi binh)."
Tuy nhiên từ khi Trần Ích Tắc chạy theo quân Nguyên, nhà Trần đã xem ông ta như kẻ phản bội và không công nhận là dòng tộc nữa, nên đã từ chối "hòa thân".
Ở đây, rất có thể là do Trần Hữu Lượng muốn mượn quân đội của nhà Trần nhằm phục vụ cho quyền lợi của mình nên nói phao lên như vậy, bởi Ích Tắc hơn Hữu Lượng tới 62 tuổi, rất khó có chuyện 2 người này là cha con. Theo Minh sử (quyển 123, liệt truyện 11) thì cha của Trần Hữu Lượng sau năm 1364 vẫn còn sống và được nhà Minh phong làm Thừa Ân hầu. còn Trần Ích Tắc thì đã chết từ năm 1329.

## Trong tiểu thuyết kiếm hiệp Kim Dung
Câu chuyện tranh hùng của các nhân vật thời Nguyên mạt Minh sơ, đã được nhà văn Kim Dung viết thành cuốn tiểu thuyết võ hiệp dã sử "Cô gái Đồ Long" (còn được biết đến với tên gọi "Ỷ Thiên Đồ Long ký"). Trong truyện, Trần Hữu Lượng dùng kế đoạt lấy chức Bang chủ Cái Bang, khởi xướng cuộc nổi dậy của dân nghèo chống Nguyên, đồng thời là đại kình địch của lực lượng Minh giáo do Chu Nguyên Chương cầm đầu (trước là Trương Vô Kỵ), cuối cùng bị Chu Nguyên Chương đánh bại. Trần Hữu Lượng dưới ngòi bút Kim Dung, có tài năng hiếm lạ:
Lúc nhỏ, Hữu Lượng là đệ tử tục gia của phái Thiếu Lâm, một lần Trương Tam Phong mang Trương Vô Kỵ bị trúng độc Huyền Minh thần chưởng đến chùa Thiếu Lâm cầu mượn cuốn Cửu dương thần công cứu mạng, đã trao đổi bằng khẩu quyết võ công phái Võ Đang, Hữu Lượng mới nghe qua một lần mà thuộc lòng, đọc lại không sót chữ nào, phương trượng chùa Thiếu Lâm thấy vậy nói rằng "võ công phái Võ Đang bản tự đã có, mời Trương tôn sư về cho".